# Алексеев, Юрий Иванович
Ю́рий Ива́нович Алексе́ев (4 августа 1940, Находка, Приморский край — 15 июня 2013, Екатеринбург) — советский и российский актёр театра и кино. Заслуженный артист Российской Федерации (1999).

## Биография
В 1966 году окончил Саратовское театральное училище имени И. А. Слонова (курс В. И. Давыдова).  
Работал в Удмуртском государственном драматическом театре, Челябинском ТЮЗе, Екатеринбургском ТЮЗе и наконец в Свердловском театре драмы. Участвовал в постановках Камерного театра Музея писателей Урала, а также в Свердловской филармонии и Доме актера.
 Снимался в кино, озвучивал мультипликационные фильмы, принимал участие в дубляже.
Семья: женат, имеет дочь.  
Скончался 15 июня 2013 года в Екатеринбурге. Похоронен на Лесном кладбище.

## Творчество

### Роли в театре

#### Свердловский театр драмы
- «Город на заре» А. Арбузова — Зяблик
- «Муж и жена снимут комнату» М. Рощина — Муж
- «Рядовые» — А. Дударева — Солянник
- «Страсти под крышей» по пьесе «Семейный портрет с посторонним» С. Лобозёрова — Тимофей
- «Слуга двух господ» К. Гольдони — Труффальдино

#### Камерный театр
- 1998 — «Каменный цветок» П. Бажова, режиссёр Вячеслав Анисимов — Дед-малахитчик
- 2004 — «Вечер» А. Дударева, режиссёр Евгений Ланцов — Гастрит
- 2006 — «Дядя Ваня» А. Чехова, режиссёр Евгений Ланцов — Телегин Илья Ильич

### Фильмография
- 1974 — Блокада — К. П. Пядышев
- 1983 — Семён Дежнёв — эпизод
- 1983 — Здесь твой фронт — эпизод
- 1985 — Иван Бабушкин — Гриша
- 1985 — Лиха беда начало —  Виктор Леонидович Гуляев, передовик обувной фабрики
- 1986 — Лётное происшествие — гость у Максима
- 1986 — Покушение на ГОЭЛРО — Филимонов, рабочий
- 1987 — Отряд специального назначения — Авраам Иванов
- 1987 — Команда «33» — отец Козина
- 1988 — Когда наступит день — эпизод
- 1990 — Шоколадный бунт — Антон Антонович, стоматолог
- 1990 — Распятые
- 1991 — Житие Александра Невского
- 1991 — Дикое поле — Фока
- 1991 — Детство Тёмы — эпизод
- 1992 — Постскриптум
- 1992 — Вверх тормашками — шахтёр
- 1993 — Ты есть… — мужчина за городом
- 1993 — Постскриптум (документальный)
- 1993 — И вечно возвращаться — сумасшедший
- 1999 — Казачья быль — отец Евпсихий
- 2000 — Империя под ударом
- 2001 — На полпути в Париж — посетитель бара
- 2001 — Привет, малыш! — эпизод
- 2003 — Правда о щелпах — эпизод
- 2003 — Сель — проводник в поезде
- 2005 — К вам пришёл ангел — эпизод
- 2006 — Бес в ребро, или Великолепная четвёрка — эпизод
- 2007 — Дело было в Гавриловке — Денис Кириллович
- 2007 — Кто в доме хозяин?
- 2008 — Дело было в Гавриловке 2 — сторож
- 2008 — Серебро — Валентин
- 2011 — Важняк — Полищук, ветеран
- 2012 — Золото — пожилой

### Озвучивание мультфильмов
- 1992 — Я вас слышу

## Признание и награды
- 1999 — Заслуженный артист Российской Федерации — За заслуги в области искусства[5].